# 迪恩·穆罕默德
謝赫迪恩·穆罕默德（英語：Sake Dean Mahomed；约1759年5月—1851年2月24日），印度旅行家、作家、外科醫生與企業家，西方世界最著名的早期非歐洲裔移民之一。他將印度菜和阿育吠陀式洗頭（Chāmpo）引入歐洲，後者的英文隨後更演變成現今的洗髮精（Shampoo），同時也是首位用英文出版書籍的印度人。由於其外國血統，穆罕默德的名字有著各種拼寫方式。

## 生平

### 早年生活
穆罕默德在1759年5月左右出生並長大於時屬英屬印度孟加拉管辖区的巴特那，全家均是信奉伊斯蘭教的孟加拉人。他成名後聲稱自己擁有孟加拉蘇巴納瓦卜的血統，其祖先曾為莫卧儿帝国皇帝處理行政事務，其高社會地位也讓他獲得「謝赫」（Sake/Sheikh）這意指「可敬者」的尊稱。穆罕默德的父親曾在英国东印度公司的孟加拉人軍隊服役，並在其約11歲時戰死。
其父親死後，穆罕默德開始受到盎格魯愛爾蘭裔新教軍官戈弗雷·埃文·貝克上尉（Captain Godfrey Evan Baker）的照料，在此期間他曾擔任實習外科醫生，助東印度公司軍隊抗擊馬拉塔帝國軍。1782年，貝克上尉退役，不久之後穆罕默德也在同年離開軍隊，選擇與其「最好的朋友」貝克一起前往愛爾蘭。

### 成年生活與家庭

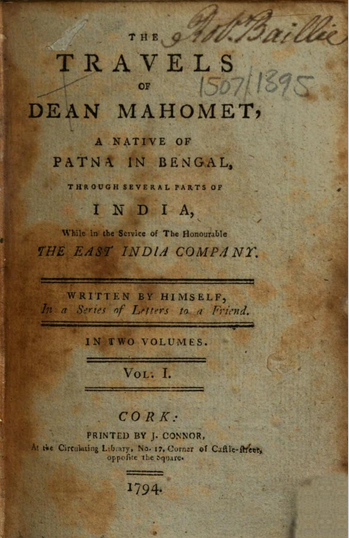
《迪恩·穆罕默德遊記》的扉頁

1784年，穆罕默德隨貝克家族移居至愛爾蘭科克，並在當地一所學校就讀以進修英語能力，他在那裡愛上珍·戴利（Jane Daly），一位上流社會出身的「俏麗愛爾蘭女孩」。然而戴利的父母卻反對這場婚事，箇中原因為當時新教徒與非新教徒結婚並不合法，為此兩人迫於無奈只能私奔至另一城鎮。穆罕默德和戴利在聖公會科克、克萊恩暨羅斯教區成婚後，便在19世紀初搬到了英國倫敦的小萊德街7號（7 Little Ryder Street）。前者在1786年捨棄伊斯蘭教信仰，轉而皈依基督教。
歐柏林學院榮休羅伯特·S·丹福斯（Robert S. Danforth）歷史系教授麥可·H·費雪根據聖公會倫敦教區的結婚啟事記錄，表明穆罕默德以「威廉」（William Mahomet）之名在1806年於馬里波恩與珍·傑弗里斯（Jane Jeffreys，1780-1850）重婚，兩人育有一名叫艾米莉亞（Amelia）的女兒，她於1809年6月11日在倫敦聖馬里波恩教堂受洗，在教區記事錄的記載中可見其父親名叫「威廉·迪恩·穆罕默德」（William Dean Mahomet）。法定妻子方面，穆罕默德與珍·戴利育有五男一女，分別是亨利（Henry）、霍雷肖（Horatio）、弗雷德里克（Frederick）、亞瑟（Arthur）、小迪恩（Dean Jr.）和羅珊娜（Rosanna）。
弗雷德里克是布萊頓一家土耳其浴室的老闆，還在當地的教堂街（Church Street）經營著一家拳擊和擊劍學院。穆罕默德的其中一位孫子小弗雷德里克（1849–1884）為聞名國際的醫師，曾供職於倫敦蓋伊醫院，為高血壓研究做出了重大貢獻。另一位孫兒詹姆斯成了薩塞克斯郡霍夫的聖公會教區牧師。他後來與花卉畫家艾瑪·布萊克結婚，其作品曾在皇家藝術學院內展出，兩人育有一兒菲利克斯·懷亞特（Felix Wyatt），其成年後加入英國皇家飛行隊（英國空軍的前身），並在一戰期間駕駛戰機，以上尉軍階身份在法國上空遭擊落而陣亡，享年僅28歲。在戰爭期間，小弗雷德里克和詹姆斯的孩子將他們的姓氏分別從穆罕默德改為迪恩（Deane）和懷亞特，以免在種族歧視盛行及異族通婚不被認可的時代被仇外者排儕。

#### 《迪恩·穆罕默德遊記》
1794年1月15日，穆罕默德的著作《迪恩·穆罕默德遊記》面世，全文以書信體形式寫成，並與當時許多旅遊指南和小說一樣全書共38頁。該書以一個簡短的介紹開頭後，分別細述了他來到愛爾蘭和英國後，遇到的每件事都與印度的「奇人奇事」形成鮮明對比，其早年的生活，以及1770至1775年間作為隨軍人員與東印度公司軍隊在印度東北部活動的經歷。《迪恩·穆罕默德遊記》還談到一系列的軍事衝突以及一些主要城市，例如加爾各答和瓦拉納西等，同時也提供了關於印度文化、貿易、軍事衝突、美食、野生動物等的第一手資料。
《迪恩·穆罕默德遊記》的結尾提到了穆罕默德如何前往英國，他於1784年9月抵達達特茅斯，並在當地稍作逗留後便趕赴科克。儘管穆罕默德對印度和當地的習俗進行了富有見地和抱好感的描述，但就如德州基督教大學教授莫娜·納拉因（Mona Narain）所言，該作是以歐洲文化的角度來完成的，且一貫使用「我們」這代詞來描述自己和歐洲人，同時在他的著作中也沒有對東印度公司內部糟糕的政府管理提出質疑。費雪在《迪恩·穆罕默德遊記》的某個版本出版後發表了一篇文章，指出書中的某些段落是從18世紀末其他旅行者的經歷改寫而成的。

#### 餐廳創業

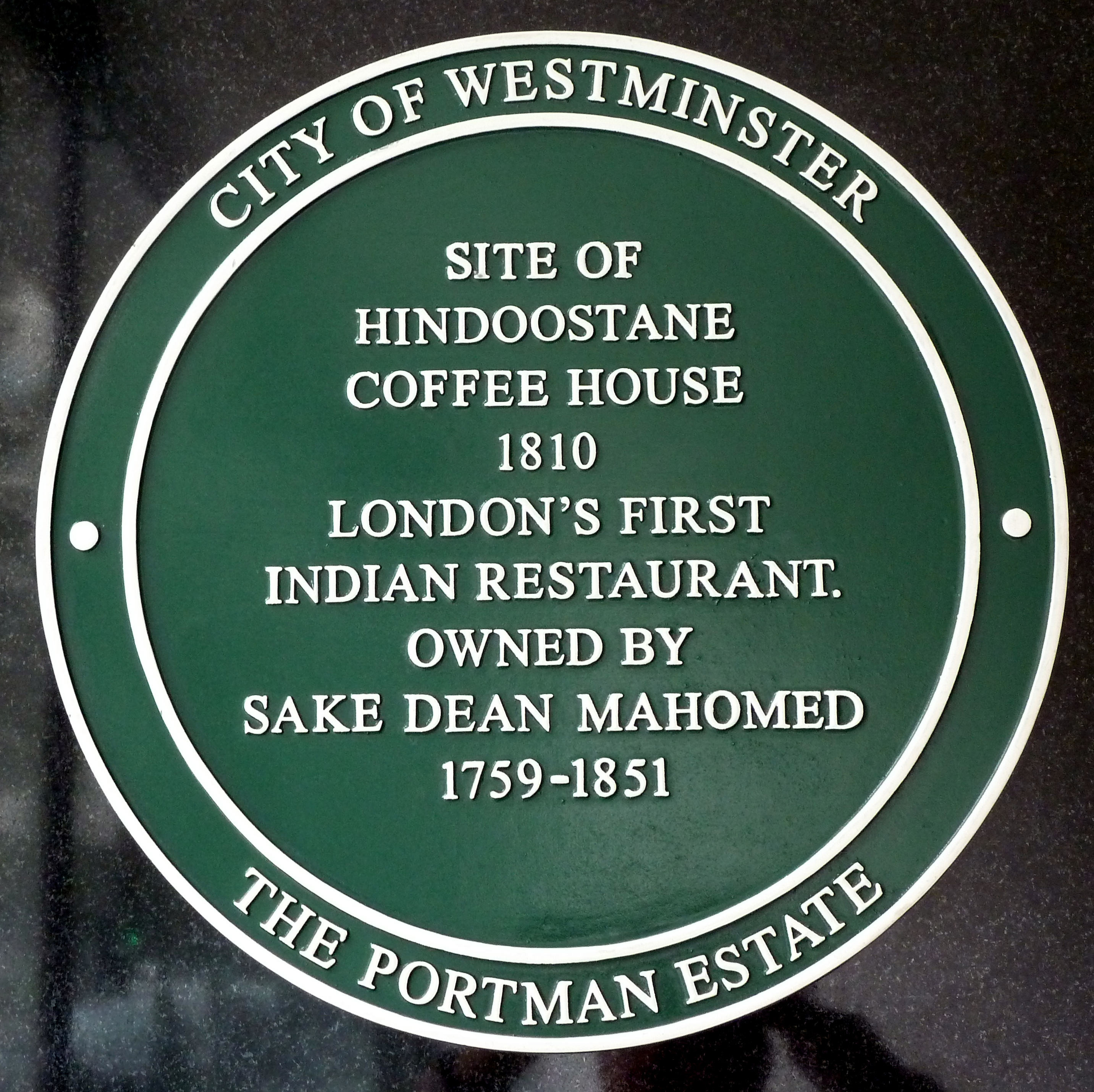
紀念印度斯坦咖啡館的牌匾

1810年，穆罕默德搬到倫敦後在鄰近波特曼廣場的喬治街（George Stree）開了英格蘭第一家印度料理餐廳——印度斯坦咖啡館。除了正宗的印度菜外，該餐廳還設有裝上大麻煙斗的水煙供顧客吸食，同時提供外送服務。然而開業不到兩年（1812），印度斯坦咖啡館便因財困而倒閉。

#### 將洗頭引入歐洲

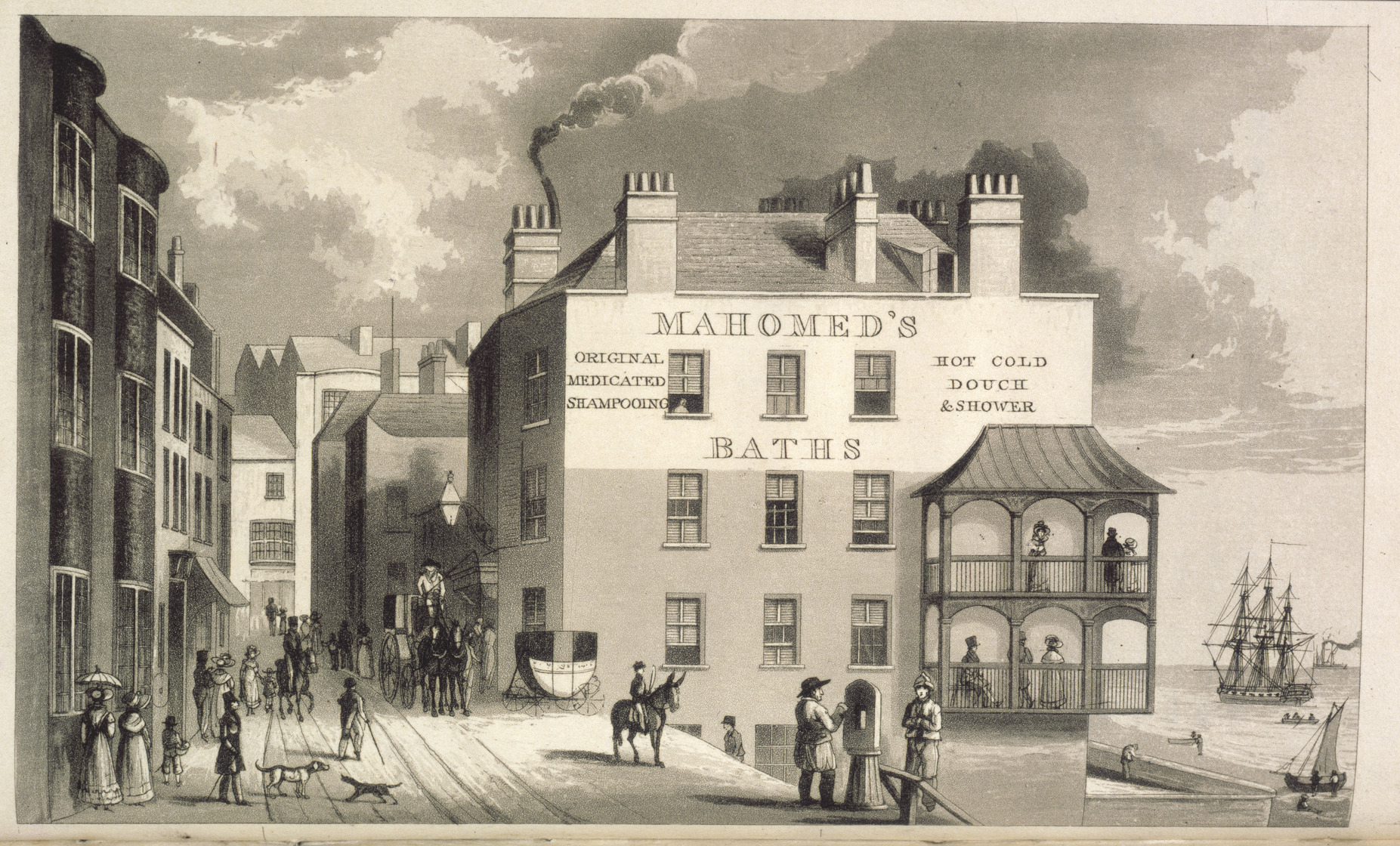
1826年時穆罕默德在布萊頓開設的印度式蒸氣藥浴場

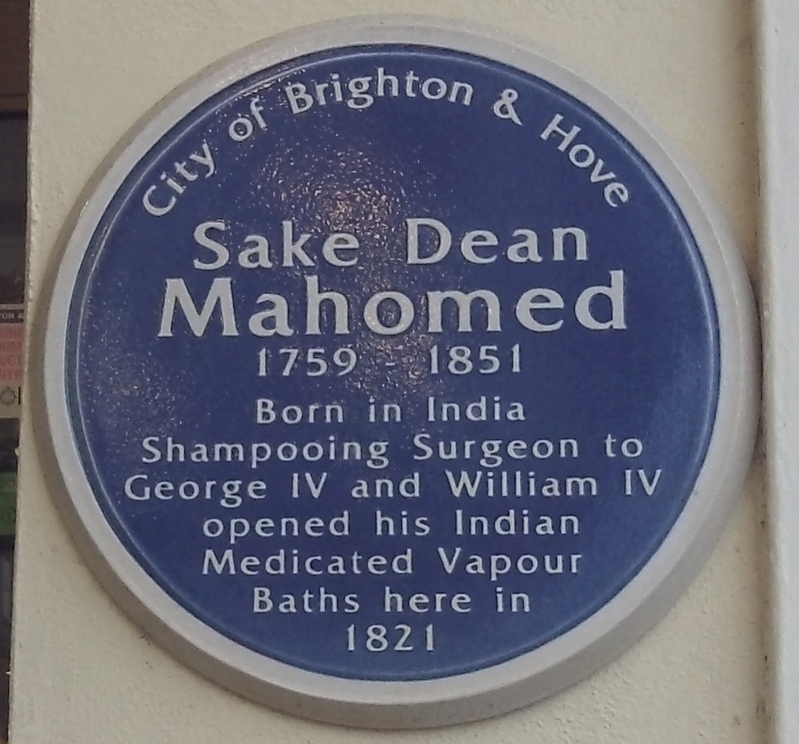
位於現今皇后酒店的穆罕默德牌匾

在開設餐廳前，穆罕默德曾在倫敦富商巴茲爾·科克倫底下工作，後者在他位於波特曼廣場的家中加裝了一間開放予公眾使用的蒸氣浴室，並大肆宣揚其醫療功效。在此期間，穆罕默德和其家人打入了當地的權貴圈子，同時在這一段時間引入阿育吠陀式洗頭（Chāmpo）作法至英國國內。1814年，他和其家人搬回布萊頓後，在現時皇后酒店（Queens Hotel）的位置上開設英國史上第一家商業「洗頭」蒸汽按摩浴場——「穆罕默德浴場」（Mahomed's Baths）。這一間位於海濱的豪華浴室會提供宣稱具治療功用的洗浴，也帶來以印度精油洗髮液按摩顧客頭部的洗髮服務。穆罕默德在當地一家報章將這種療法描述成「印度藥用蒸氣浴」（The Indian Medicated Vapour Bath），為土耳其浴的一種，能在浸泡者心靈受創時緩解其壓力，且可治癒多種疾病，其中包括風濕病、中風、痛風、關節僵硬酸痛、宿傷和跛腳。
穆罕默德的髮妻珍·戴利也積極參與澡堂的事務，有數則廣告暗示她和其丈夫一樣具「洗頭的藝術」，並負責主管女士浴場。這生意自開展以來便取得相當的成功，穆罕默德也因此被稱為布莱顿醫生（Dr. Brighton），醫院會將病人轉介至穆罕默德浴場，其聲名甚至遠播至英國皇室，喬治四世和威廉四世都曾請他擔任皇家洗頭御醫。然而由於缺乏資金，浴場在1830年代末遭拍賣，穆罕默德和其家人也被迫搬遷至更簡陋的住所。
文學評論家穆尼札·沙姆西指出，穆罕默德著有兩本有關於其急速發展的行業的書。第一本為1820年的《洗頭外科醫生、印度式蒸氣藥浴及海水治發明者謝赫迪恩·穆罕默德經手過的痊癒案例》（Cases Cured by Sake Deen Mahomed, Shampooing Surgeon, and Inventor of the Indian Medicated Vapour and Sea-Water Bath），第二本則是1822年的《洗頭；或浸泡印度式蒸氣藥浴帶來的好處》（Shampooing; or, benefits resulting from the use of the Indian medicated vapour bath） ，後者歷經兩次再版（1826、1838）並曾進奉至喬治四世手中。在第二部作品中，穆罕默德談到英國人起初對洗頭概念的抵制：「令其他人無條件滿意是不可能的，試圖提出新見解時不受某部分人嘲笑或非難亦然。我也是如此：在各種『不可爭辯的證據』面前，我不得不與針對我浴場的流言和異議作鬥爭，若非出現眾多的康復病例，它早就跟大多數科學創舉一樣石沉大海了」。
1851年2月24日，穆罕默德在布萊頓的大遊行街32號（32 Grand Parade Street）逝世，享耆壽91歲，死後被埋葬在聖尼古拉堂園區內的墓地，他的兒子弗雷德里克後來也埋葬在其中。

## 死後與紀念
在1851年去世後，曾經在愛爾蘭和布萊頓的社交圈子名重一時的穆罕默德逐漸被世人及歷史遺忘，直至1970年代開始才因為學術干預而被學術界重新記起。巴基斯坦詩人及學者阿拉姆吉爾·哈什米在1970至80年代喚起了人們對他的著作的關注，而費雪亦在1996年出版了一本關於這位「布莱顿醫生」的傳記《第一位印度英語作家：在印度、愛爾蘭和英國的迪恩·穆罕默德》（The First Indian Author in English: Dean Mahomed in India, Ireland, and England，牛津大學出版社，德里）。此外，前倫敦大學學院教育研究院研究生助教羅茲娜·維斯蘭（Rozina Visram）的《保姆、印度水手與王子：1700–1947年旅英印度人的故事》（Ayahs, Lascars and Princes: The Story of Indians in Britain 1700–1947，1998）在引起別人重新關注穆罕默德的生活和工作方面具有重大影響。
2005年9月29日，西敏市在靠近喬治街34號咖啡館原址的102號安置了紀念印度斯坦咖啡館的綠色牌匾。Google Doodle也在2019年1月15日發佈了穆罕默德的紀念塗鴉。

## 出版書籍
- . Cork: J. Connor. 1794.
- Fisher, Michael Herbert (编). . University of California Press. 1997. ISBN 978-0-520-20717-2.
- . Brighton: Creasy & Baker. 1823.
- 3rd. Bath: Wm. Fleet. 1838.